# 松本清張のケルト紀行

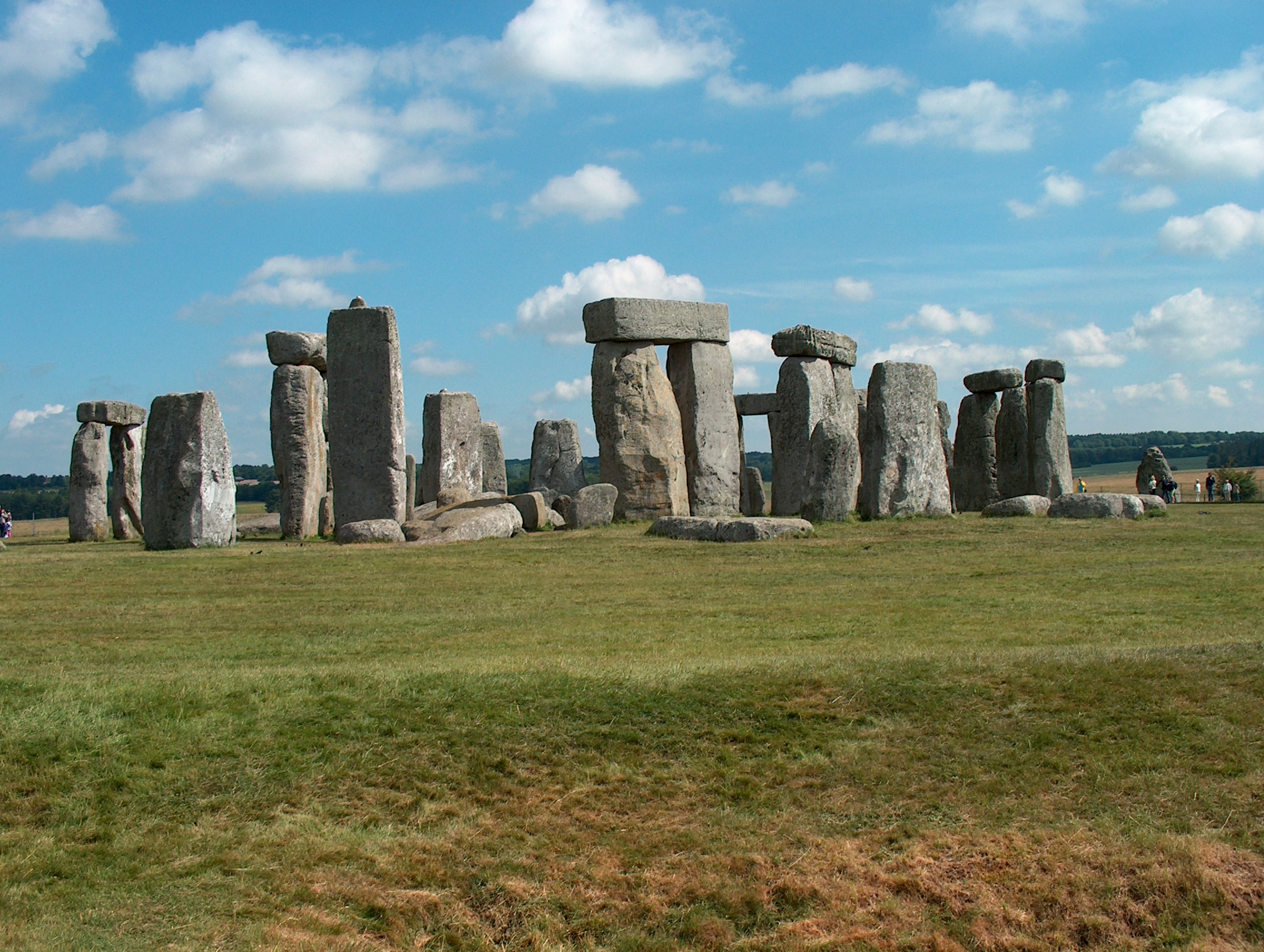
ストーンヘンジ

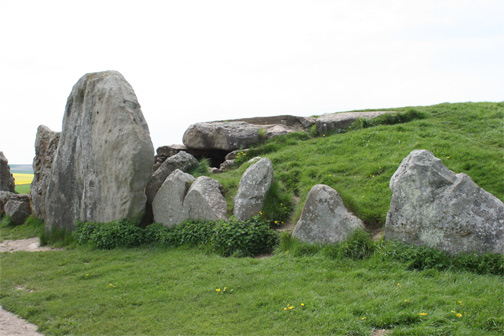
ウェスト・ケネット長丘墓

『松本清張のケルト紀行』（まつもとせいちょうのケルトきこう）は、小説家の松本清張と考古学者の佐原真による著作。清張没後の2000年3月に日本放送出版協会から刊行された。編集は日本放送出版協会による。
1985年9 - 10月に行われたスコットランドなどの巨石文化踏査の記録であり、清張生前に構想されていた著作『スコットランドから日本へ』に関連する取材記録を編集した作品である。前半は取材過程の写真集（撮影は1985年9月17日 - 28日）、後半は清張の取材ノートと、清張・佐原らの会話記録から構成されている。

## 内容
- 以下の章立て・項目名は基本的に編者に拠る。

1. ケルト文明の起源を求めて - スコットランド・シェトランド島とオークニー島
2. カントリーサイドをゆく - 中部イングランドの旅
3. ストーンヘンジと巨石墓 - イギリス南部の環状列石
4. カルナックの列石群と南仏の巨石墓 - フランスの巨石記念物
5. ドキュメント・ノベルの旅 - ボヘミアから南仏へ

ケルト、巨石聖徒を追う旅
- 清張の取材ノート（一九八五年九月十五日（日） - 九月二十七日（金））[2]。

イングランドへ / 機上にて / ロンドンのパブ / シェトランド島へ / ヤールショフ遺跡へ / モウサの石塔 / ルナ・ハウスの老婦人 / オークニー島へ / スティンネスの立石群 / ドルメン文化 / ストーンサークル環状列石と石室墓 / エディンバラ城へ / ニューキャッスルの途上にて / ハドリアヌスの城壁遺跡 / スコットランドの石造物ブロッホのことなど / エイヴァリーにて / ストラトフォード・アポン・エーボン / グリン・ダニエル博士と共に / ケルト人・ケルト文化のこと / ストーンサークル・ストーンヘンジ考 / 「神殿」か「墓所」か / 巨石聖徒のケルト人
スコットランド 巨石文明の旅（会話篇）
- 清張、佐原、ジーナ・リー・バーンズ（当時ケンブリッジ大学勤務）・アラン・サヴィール（当時チェルテンハイム博物館勤務）による会話のテープ起こし。佐原が構成・補注している。

石の村 - スカラ・ブレー / 石の墓室 - メース・ホウにて / ウェスト・ケネット長丘墓 / 環状列石 - エイヴベリーとストーンヘンジ